# Пезопорікос
Футбольний клуб «Пезопорікос» Ларнака (грец. Πεζοπορικός Όμιλος Λάρνακας) — колишній кіпрський футбольний клуб з Ларнаки, що існував у 1927—1994 роках.

## Досягнення
- Чемпіонат Кіпру
  - Чемпіон (2): 1953–54, 1987–88
  - Фіналіст (8): 1939–40, 1952–53, 1954–55, 1956–57, 1957–58, 1969–70, 1973–74, 1981–82
- Кубок Кіпру
  - Володар (1): 1969–70
  - Фіналіст (7): 1939–40, 1951–52, 1953–54, 1954–55, 1971–72, 1972–73, 1983–84
- Суперкубок Кіпру
  - Фіналіст (2): 1954, 1988.